# 文心森林公園站
文心森林公園站位於臺中市南屯區，為臺中捷運綠線（烏日文心北屯線）之捷運車站。

## 車站概要
車站位於文心路一段與向上南路一段路口附近（文心路一段上，文心森林公園東側）；車站編號為112。

## 車站構造
高架車站，兩座側式月台，一個出入口。

### 車站樓層
| 地上 四樓          | 穿越層                             | 月台連絡天橋 |
| 地上 三樓          |                                    |              |
| 側式月台，右側開門 |                                    |              |
| ①號月台            | 綠線 往北屯總站方向（水安宮站）    |              |
| ②號月台            | 綠線 往高鐵台中站方向（南屯站）    |              |
| 側式月台，右側開門 |                                    |              |
| 穿堂層             | 出入口、服務台、驗票口、自動售票機 |              |

| 地上 二樓 | 中間層 | 樓梯、電扶梯轉接平台 |
| 地面      |        |                      |
| 出入口    | 出入口 |                      |

### 車站出口
於文心森林公園內設有單側出入口。另預留未來增設對側出入口之銜接口。
| 出入口                             | 圖片 | 位置                       |
| ---------------------------------- | ---- | -------------------------- |
| 單一出入口 · 設有電梯 · 設有手扶梯 |      | 文心路一段，文心森林公園側 |
| 註： 設有電梯 \| 設有手扶梯        |      |                            |

## 沿革
原計畫中無此站，後於2009年決定於圓滿劇場附近追加設置
計劃時車站編號為G10a。
- 2013年3月1日 - 工程開工[4]（pp. 4-5）。
- 2018年6月30日 - 公布站名[5]。
- 2020年
  - 4月7日 - 車站首次曝光[6]。
  - 11月16日 - 試營運（至12月15日止的4週間免費）[7]。
  - 11月22日 - 連接器牽引裝置軸心斷裂，暫停試營運[8]。
  - 12月19日 - 原定正式營運日[7]。
- 2021年
  - 3月25日 - 重啟試營運（至4月23日止持IC卡免費。4月24日運休）[9]。
  - 4月25日 - 正式營運[9]。

## 利用狀況
文心森林公園站2022全年每日進出人次約3,117人次，在台中捷運系統中排名第7。本站緊鄰大型公園及圓滿戶外劇場，在假日及年節時多有活動，為本站人潮主要來源之一。
| 年   | 年間    | 年間    | 年間      | 單日平均 | 單日平均 |
| 年   | 進站    | 出站    | 進出站計  | 進站     | 進出站   |
| ---- | ------- | ------- | --------- | -------- | -------- |
| 2022 | 542,003 | 595,671 | 1,137,674 | 1,485    | 3,117    |

## 相片集

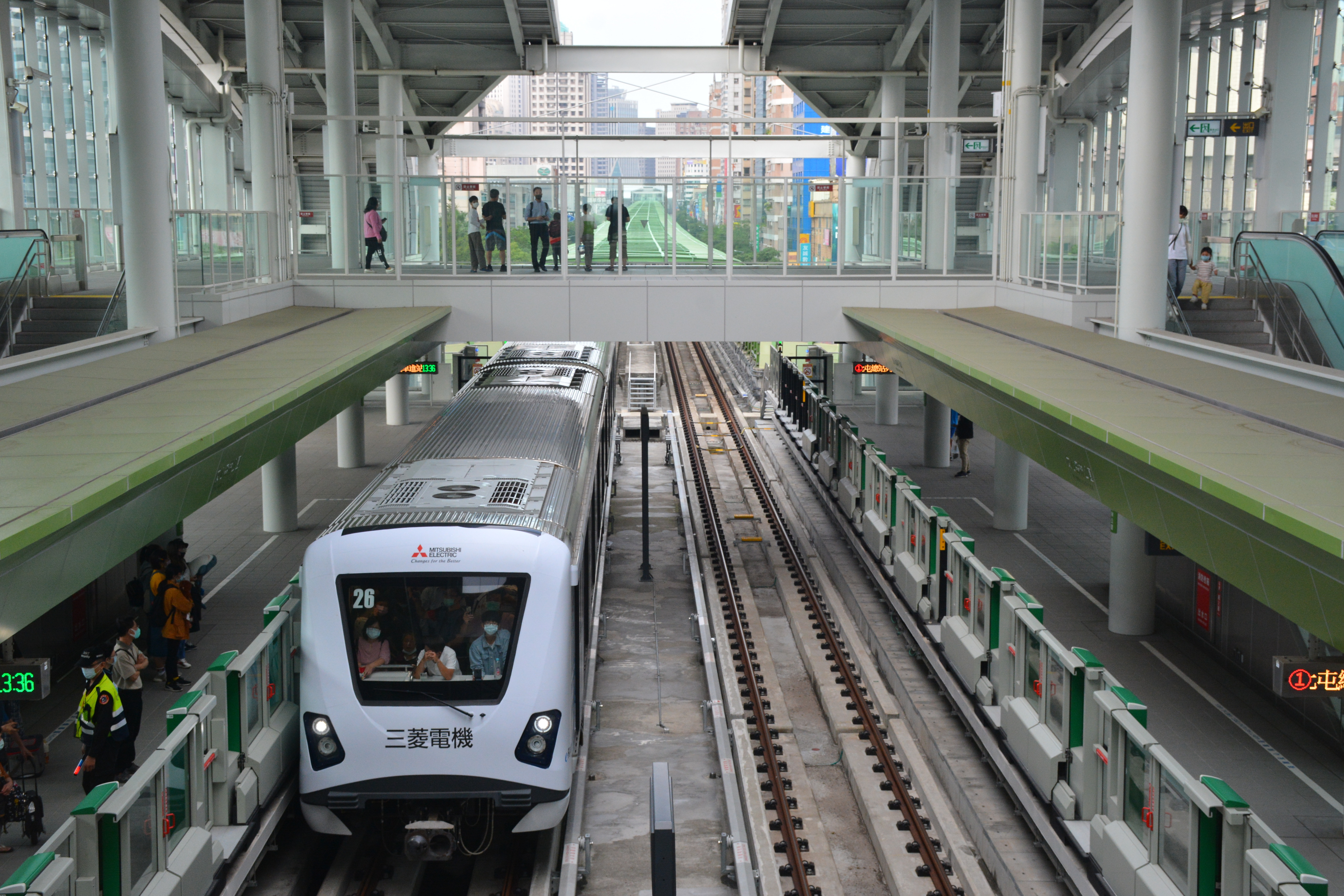
文心森林公園站月台
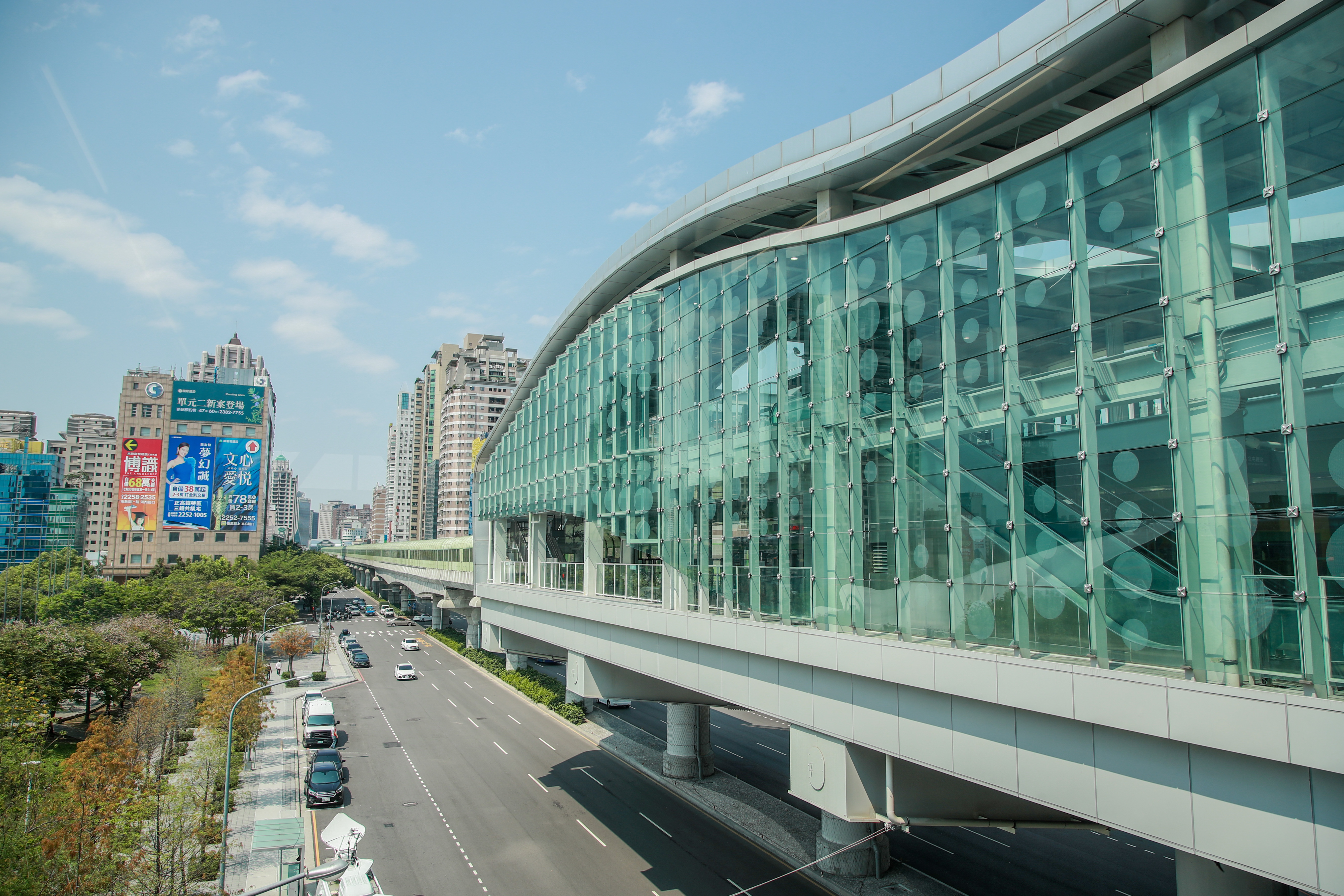
文心森林公園站外觀

## 外部連結
- 捷運綠線(公開)
- 文心森林公園站（台中捷運股份有限公司） （页面存档备份，存于）